# Rhysodidae
Los risódidos (Rhysodidae) son una pequeña familia de coleópteros del suborden Adephaga, con unas 130 especies mayoritariamente tropicales, repartidasen 20 géneros. Se encuentran en todos los continentes forestados, entre los que destacan Nueva Guinea, Indonesia, Filipinas, y el norte de Sudamérica.
Son de pequeño tamaño, de 5 a 8 mm y de color pardo rojizo a negro, de cuerpo alargado, ya que tienen tanto el tórax como los élitros extendidas a lo largo. La cabeza también es alargada, pero tienen el cuello marcado más angosto. Sus antenas son cortas y con 11 segmentos, mientras que las mandíbulas no tiene bordes cortantes, con lo que no son operativas. Las patas delanteras son cortas pero gruesas. 

## Larvas
Las larvas se desarrollan en la madera y los adultos viven bajo la corteza de árboles en descomposición. Sin embargo, solo habitan madera que está infestada con un hongo especial, el cual se cree es su alimento, a diferencia de la dieta depredadora de la mayoría del suborden Adephaga. En vez de usar sus mandíbulas para morder, usan la parte anterior del mentón como formón el cual utilizan moviendo la cabeza atrás y adelante. Los adultos no hacen hoyos en la madera, simplemente se deslizan entre la madera en descomposición, no dejando ningún rastro tras de si, en cambio las larvas viven en túneles cortos.